# ألفا بيلمونت
ألفا بيلمونت (بالإنجليزية: Alva Belmont)‏ (17 يناير 1853- 26 يناير 1933)، شخصية أمريكية اجتماعية بارزة ومليونيرة وشخصية رئيسية في حركة الاقتراع النسائية الأمريكية. اشتهرت بامتلاكها أسلوبًا متعجرفًا يعادي بعض الناس، واشتهرت أيضًا بطاقتها وذكائها وآرائها القوية واستعدادها للتحديات الاجتماعية.
أسست رابطة المساواة السياسية في عام 1909، للحصول على أصوات لسياسيي ولاية نيويورك الداعمين لحق المرأة في الاقتراع، وكتبت مقالات للصحف، وانضمت إلى الجمعية الوطنية الأمريكية لحق المرأة في الاقتراع (إن إيه دبليو إس إيه). شكّلت فيما بعد رابطة المساواة السياسية الخاصة بها للحصول على دعم واسع لحق الاقتراع في الأحياء في جميع أنحاء مدينة نيويورك، وقادت بصفتها رئيستها، تقسيم مسيرة أصوات النساء لعام 1912 في مدينة نيويورك.
كانت واحدة من مؤسسي حزب المرأة الوطني في عام 1916، ونظمت أول اعتصام على الإطلاق أمام البيت الأبيض، في يناير 1917. انتُخبت رئيسة لحزب المرأة الوطني، وشغلت هذا المنصب به حتى وفاتها.
تزوجت مرتين، أولاً من وليام كيسام فاندربيلت، وأنجبت منه ثلاثة أطفال، ومرة ثانية من أوليفر هازارد بيري بلمونت، وكان كلا الرجلين من أصحاب الملايين وأفراد العائلات البارزة اجتماعياً في مدينة نيويورك. اشتهرت ألفا بالعديد من مشاريع البناء، بما في ذلك بوتيت شاتو في نيويورك، والبيت الرخامي في نيوبورت في رود آيلاند، وبيلمونت هاوس في نيويورك أيضًا، وبروكهولت في لونغ آيلاند، وأبراج بيكون في ساندز بوينت في نيويورك.
كُرّمت بيلمونت في «يوم المساواة في الأجر» في 12 أبريل عام 2016، عندما أسس الرئيس باراك أوباما النصب التذكاري الوطني لمساواة المرأة في بيلمونت بول في واشنطن العاصمة.

## النشأة
وُلدت ألفا إرسكين سميث في 17 يناير 1853، في شارع الحكومة 201 في موبيل في ألاباما، ووالداها موري فوربس سميث وهو تاجر عمولة، وفيبي آن ديشا. كان موري سميث ابن جورج سميث وديليا فوربس من دومفريز في فيرجينيا. كانت فيبي ديشا ابنة ممثل الولايات المتحدة روبرت ديشا وإليانور شيلبي، وكلاهما من مقاطعة سومنر في ولاية تينيسي.
أنجب الوالدان ستة أطفال وتوفيت الفتاتان أليس وإليانور قبل ولادة ألفا. توفي شقيقها موري فوربس سميث جونيور في عام 1857 ودفن في مقبرة ماغنوليا في موبيل. كانت الشقيقتان الأخريان أرمايد فوغال سميث وماري فيرجينيا «جيني» الوحيدتين اللتين عاشتا حتى وصلت ألفا سن البلوغ. تزوجت جيني لأول مرة من شقيق صديقة ألفا المقربة، كونسويلا يزناغا، دوقة مانشستر.
تزوجت جيني من وليام جورج تيفاني بعد الطلاق من فرناندو يزناغا في عام 1886. اعتادت ألفا أن تقضي الصيف مع والديها في نيوبورت في رود آيلاند وأن ترافقهما في عطلات في أوروبا عندما كانت طفلة. انتقل آل سميث من موبيل إلى مدينة نيويورك في عام 1859، حيث استقروا لفترة وجيزة في ساحة ماديسون. انتقلت والدتها فيبي سميث إلى باريس، عندما ذهب موري إلى ليفربول في إنجلترا لإدارة أعماله، حيث التحقت ألفا بمدرسة داخلية خاصة في نويي سور سين. عادت عائلة سميث بعد الحرب الأهلية إلى نيويورك، حيث توفيت والدتها في عام 1871.

## وصلات خارجية
- ألفا بيلمونت على موقع الموسوعة البريطانية (الإنجليزية)